# Galleria ferroviaria del San Gottardo
La galleria ferroviaria del San Gottardo collega Airolo in Ticino a Göschenen nel canton Uri. È un tunnel a doppio binario, a canna unica, lungo 57000 m (esattamente 15.002,64). A 6 km dal portale sud all'interno del tunnel si trova il punto più alto della linea ferroviaria del Gottardo, a 1151 m s.l.m.. I treni passeggeri, alla velocità massima ammessa dalla linea, percorrono il tunnel in poco meno di 8 minuti.
La galleria venne costruita tra il 1872 e il 1882 da Svizzera, Germania e Italia, ad opera della Entreprise du Grand Tunnel du Gothard di cui era titolare il ginevrino Louis Favre.
Nel 1923 venne attivato mediante appositi treni-navetta il trasporto automobili fra le stazioni di Göschenen e Airolo.
A causa delle nuove esigenze del traffico stradale e dell'aumento del numero e della lunghezza dei camion, il servizio porta-auto cominciò nel tempo a mostrare sempre più pesanti limiti. Con dei lavori iniziati nel 1957 e durati fino all'aprile 1960, fu ampliata la stazione di Göschenen, la zona carico auto ingrandita e allungata e fu perciò necessario realizzare un nuovo tunnel a doppio binario di accesso alla grande galleria. Questo tunnel è lungo 235 metri, a fondo cieco, con un interasse di 15,6 metri rispetto alla galleria principale; un breve tunnel a semplice binario collega obliquamente il nuovo tunnel a quello principale nel quale si immette attraverso un'apertura ad arco gotico ribassato. Così, da allora il nuovo portale nord presenta una doppia entrata e il tunnel si è allungato dagli originali 14.982 metri agli attuali 15.003. 
L'entrata in servizio della galleria stradale del San Gottardo, nel settembre 1980, provocò l'abolizione del servizio porta-automobili. In totale, le FFS avevano trasportato 9.168.055 veicoli. Da allora questi nuovi impianti sono usati per esigenze di servizio nella normale circolazione dei treni.

## Storia

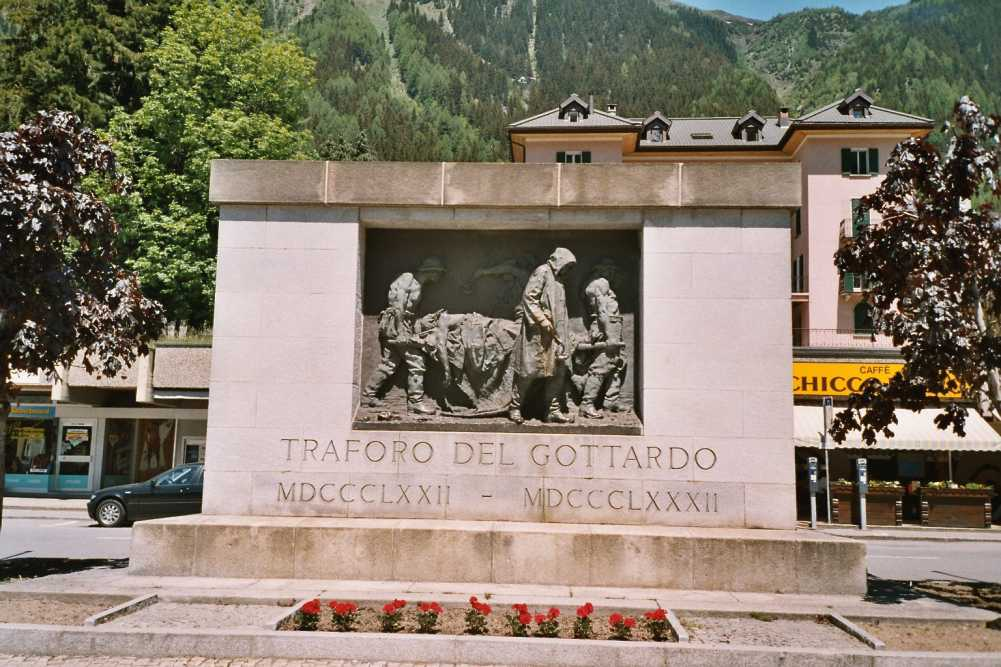
Lapide in memoria dei morti sul lavoro per la costruzione della galleria

Nel 1851 la Svizzera possedeva solo una tratta ferroviaria sperimentale tra Zurigo e Baden. Fino alla costituzione del 1848, la decisione riguardo alle concessioni ferroviarie spettava ai singoli cantoni e le rivalità locali avevano paralizzato lo sviluppo delle strade ferrate. Nel 1852, però, la Confederazione decise di lasciare alle imprese private le iniziative ferroviarie delegando ancora ai cantoni il rilascio delle concessioni. Grandi gruppi finanziari europei, come quello dei Rothschild e il Crédit mobilier dei fratelli Pereire riuscirono a dominare in breve tempo le compagnie svizzere e quindi tutte le ferrovie.
Dopo il 1860 fu maggiormente avvertita la necessità di creare un passaggio attraverso le Alpi per congiungere le linee interne della Svizzera con il Canton Ticino e quindi con l'Italia. La scelta fu segnata dalle rivalità tra i vari gruppi finanziatori delle imprese; lo Stato francese manovrava per incanalare i traffici svizzeri verso i propri porti; si ebbero aspre rivalità cantonali, che videro in particolare Basilea in contesa con Zurigo per raggiungere per primi un passaggio verso sud. Con questi disaccordi la Svizzera rischiava di farsi aggirare da due collegamenti alpini già in costruzione, il traforo del Frejus e il Brennero.
In questo quadro il Ticino era interessato ad un passaggio attraverso le Alpi, inizialmente ipotizzato nel Passo del Lucomagno, che rispetto a un possibile collegamento attraverso il massiccio del Gottardo era ritenuto presentare minori difficoltà tecniche, soprattutto in merito ai dislivelli. Il governo ticinese strinse accordi con il cantone di San Gallo, con il canton Grigioni e con il governo piemontese per la realizzazione del traforo. Il Piemonte desiderava infatti un passaggio attraverso la Svizzera, per collegare il proprio porto di Genova con l'Europa centrale, senza dover passare su territorio dell'Impero austro-ungarico e in concorrenza con il porto allora austriaco di Venezia. Il progetto tuttavia non ebbe seguito. Nel frattempo Pasquale Lucchini, capotecnico del canton Ticino, si batteva per il San Gottardo, ritenendo le difficoltà tecniche superabili e la posizione più centrale all'interno della Confederazione Elvetica. La proposta di Lucchini convinse anche Carlo Cattaneo, esule a Castagnola, il quale si adoperò per promuovere il progetto, sostenendo inoltre che l'impresa, di tale importanza e di pubblica utilità, richiedesse l'intervento dei governi e dovesse essere sottratta agli interessi degli speculatori. La raggiunta unità d'Italia e della Germania, che desideravano un collegamento transalpino al di fuori dell'influenza francese, diedero l'impulso definitivo alla realizzazione dell'opera.
In Svizzera Alfred Escher, potente banchiere zurighese, fondatore del Credito Svizzero e promotore di molte imprese, fece nel frattempo costruire una linea da Zurigo a Lucerna. Nel 1869, anno dell'apertura del Canale di Suez, la Svizzera, l'Italia e la Germania decisero di passare all'opera, sottoscrivendo un accordo per finanziare l'impresa: l'Italia avrebbe contribuito con 45 milioni di franchi svizzeri, la Germania e la Svizzera con 20 milioni ciascuna. Fu fondata la "Compagnia del Gottardo", alla quale parteciparono vari gruppi tedeschi con 102 milioni. Il contributo svizzero fu ripartito fra i cantoni interessati dall'opera e gruppi privati. Nel 1872 l'opera fu appaltata all'impresa di Louis Favre, ingegnere ginevrino, con un'offerta di 48 milioni e la promessa di terminare i lavori entro otto anni.
S'iniziò immediatamente con la costruzione delle tratte Lugano-Chiasso, Biasca-Bellinzona e Bellinzona-Locarno. Tuttavia già nel 1875 la Compagnia del Gottardo, che aveva già superato del 50 per cento le spese, si trovò in una grave crisi finanziaria. Ci furono ulteriori interventi governativi e Alfred Escher fu estromesso dal gruppo. Favre morì poco dopo, prima che l'opera fosse finita. I lavori terminarono con oltre un anno di ritardo e un superamento dei costi di parecchi milioni, che furono fatti rimborsare alla ditta appaltatrice. Nel traforo si sperimentarono nuove tecniche per velocizzare i lavori e la fretta si ripercosse duramente sulla condizione degli operai impiegati nella costruzione. La galleria, della lunghezza di 15 km, venne inaugurata il 23 maggio del 1882.

## Le condizioni di lavoro
Le condizioni degli operai impiegati nella costruzione del traforo erano pessime. Si facevano turni di 8 ore in un ambiente in cui la temperatura superava i 30 gradi, in cui l'aria era resa irrespirabile dalla scarsa ventilazione e dalle esalazioni delle macchine. Furono quasi duecento i lavoratori deceduti a causa degli incidenti sul cantiere. Gli infortuni arrivarono alle quattrocento unità. Inoltre l'igiene era pessima: non erano stati installati sufficienti servizi igienici e l'approvvigionamento dell'acqua era scarso. L'accumularsi di sporcizia ed escrementi favorì la diffusione dell'ancyilostoma duodenale, un verme parassita. La malattia, conosciuta in principio come “anemia del Gottardo”, o “anemia del minatore”, fu attribuita inizialmente all'inalazione dei gas nocivi all'interno della galleria, ma la sua vera natura fu identificata solo nel 1880 in un ospedale a Torino, nei corpi dei minatori rientrati a causa della malattia e in seguito deceduti.
Anche le condizioni di vita fuori dal cantiere erano gravose. La popolazione residente ad Airolo nel periodo di costruzione del traforo raddoppiò; a Göschenen quintuplicò. Gli operai, di cui quasi cinquemila erano di origini italiane, trovarono posto nelle poche baracche costruite dalla ditta di Favre o in luoghi non idonei come stalle e soffitte, messi a disposizione dai residenti. Gli alloggi erano caratterizzati da sporcizia e promiscuità.
Il salario medio di un operaio specializzato era di circa quattro franchi al giorno; quello di un manovale poco più di tre franchi. Per dormire a turni di otto ore in uno stesso letto si pagavano 50 centesimi, mentre una sistemazione in stanzoni con dieci letti era di venti franchi al mese. Un chilogrammo di pane costava 40 centesimi e uno di formaggio poco meno di un franco. Gli operai dovevano inoltre provvedere all'olio per le lampade utilizzato nello scavo. Il pagamento dei salari era effettuato in buona parte in buoni d'acquisto utilizzabili presso gli spacci della ditta di Favre, la quale offriva prodotti a prezzi esorbitanti e in valuta italiana per guadagnare con il cambio.
La situazione di disagio degli operai determinò le prime proteste. Il 27 luglio del 1875 a Göschenen un gruppo di operai lasciò la galleria senza permesso. Favre, dopo aver tentato inutilmente di trattare con gli scioperanti, chiese aiuto alla milizia di Göschenen, che per reprimere la rivolta sparò sui manifestanti, provocando quattro morti (Costantino Doselli, di Parma, anni venti; Giovanni Merlo, di Torino, anni ventisei; Salvatore Villa e Giovanni Gotta, di Torino, anni venticinque) e diversi feriti. I giornali elvetici raccontarono gli avvenimenti rilevando soprattutto le paure degli abitanti nei confronti degli italiani e prendendo posizione a favore di Favre, dipinto come un benefattore, di fronte all'ingratitudine dei lavoratori, avidi di denaro. L'uso della forza da parte delle forze dell'ordine fu ritenuto giustificato. Il Consiglio Federale tuttavia fece stilare un rapporto in cui si confermarono i disagi denunciati dagli scioperanti.
Nello stesso anno si ebbe uno sciopero anche sul versante opposto, ad opera di 400 tagliapietre che protestarono per aver ricevuto un salario inferiore alla somma pattuita. Fu sicuramente il primo sciopero tenuto in Canton Ticino.
In memoria delle duecento vittime del traforo, sul piazzale antistante la stazione ferroviaria di Airolo sorge il monumento dello scultore ticinese Vincenzo Vela. Si tratta di un bassorilievo in bronzo posato nel 1932 dalla direzione delle FFS. L'epigrafe recita: Nel 50º anniversario della grande umana vittoria che dischiuse fra genti e genti la via del San Gottardo, questa pietra ove l'arte segna e consacra l'oscura eroica fatica del lavoratore ignoto.
Le sciagure degli operai rimasero anche nelle tradizioni popolari.

## Le canzoni dei minatori
Nel corso degli scavi i minatori hanno elaborato alcune canzoni popolari, da cui in seguito nel corso della prima guerra mondiale sono derivate alcune note canzoni degli alpini:
- Eravamo in ventinove[3].
- Tapum: il testo fa un chiaro riferimento onomatopeico allo scoppio delle volate[4]:

Dalle sei, le sei e mezza
 minatori che va a lavora'. 
Ta-pum, ta-pum, ta-pum... 
Ta-pum, ta-pum, ta-pum... 

'Pena giunti all'esercizio 
sette colpi son scoppia'... 
Maledetto sia il Gottardo, 
gli ingegneri che l'hanno traccia'... 
L'è una galleria assai lunga, 
tanti morti l'ha lascia'... 
E 'ste povere vedovelle 
sempre a piangere e sospira'... 
La passion dei lor mariti, 
le se torna a marida'...